# 郑汉璋 (节度使)
郑汉璋（9世纪—？），唐宣宗的舅父郑光的儿子。唐宣宗大中十一年（857年）十一月前后，任右金吾卫将军。当月，因郑光去世，离职守丧。十二年（858年）二月，宣宗起复其原官职。咸通九年（868年）八月在兖海沂密等州节度使即泰宁军节度使兼御史大夫任上，为《文宣王庙新门记》碑阴题名。十二月，泰宁军节度使为曹翔，可见郑汉璋已卸任。后来黄巢农民变军建立大齐，改元金统，以郑汉璋为御史中丞。黄巢败亡后，郑汉璋下落不明。
晚唐有武将郑汉璋，是冤句人，当与他非一人。